# 到保镇
到保镇，是中华人民共和国吉林省白城市洮北区下辖的一个乡镇级行政单位。

## 行政区划
到保镇下辖以下地区：
到保村、双龙村、高平村、车力村、复兴村、太平村和一棵树村。